# Моланбек Сен Жан
Моланбек Сен Жан (фр. Molenbeek-Saint-Jean, хол. Sint-Jans-Molenbeek) је општина у Белгији у региону Брисел. Према процени из 2007. у општини је живело 81.632 становника.

## Становништво
Према процени, у општини је 1. јануара 2015. живело 95.576 становника.
| 1984.  | 2000.  | 2010. | 2015. |
| ------ | ------ | ----- | ----- |
| 71.130 | 71.219 | 88181 | 95576 |